# Az Egyesült Arab Emírségek az 1992. évi nyári olimpiai játékokon
Az Egyesült Arab Emírségek a spanyolországi Barcelonában megrendezett 1992. évi nyári olimpiai játékok egyik részt vevő nemzete volt. Az országot az olimpián 3 sportágban 13 sportoló képviselte, akik érmet nem szereztek.

## Atlétika
Férfi
| Versenyző                | Versenyszám | Előfutam | Előfutam | Előfutam | Elődöntő | Elődöntő | Elődöntő | Döntő   | Döntő    |
| Versenyző                | Versenyszám | Idő      | Hely.    | Össz.    | Idő      | Hely.    | Össz.    | Idő     | Helyezés |
| ------------------------ | ----------- | -------- | -------- | -------- | -------- | -------- | -------- | ------- | -------- |
| Mohamed Salem Al-Tunaiji | 800 m       | 1:53,91  | 7.       | 48.      | kiesett  | kiesett  | kiesett  | kiesett | kiesett  |
| Mohamed Amer Al-Nahdi    | 1500 m      | 3:48,08  | 10.      | 36.      | kiesett  | kiesett  | kiesett  | kiesett | kiesett  |
| Abdullah Sabt Ghulam     | 400 m gát   | 56,20    | 7.       | 42.      | kiesett  | kiesett  | kiesett  | kiesett | kiesett  |

| Versenyző            | Versenyszám | 100 m | 100 m | Távolugrás | Távolugrás | Súlylökés | Súlylökés | Magasugrás | Magasugrás | 400 m | 400 m | 110 m gát | 110 m gát | Diszkoszvetés | Diszkoszvetés | Rúdugrás | Rúdugrás | Gerelyhajítás | Gerelyhajítás | 1500 m  | 1500 m | Végeredmény | Végeredmény |
| Versenyző            | Versenyszám | Idő   | Pont  | Eredmény   | Pont       | Eredmény  | Pont      | Eredmény   | Pont       | Idő   | Pont  | Idő       | Pont      | Eredmény      | Pont          | Eredmény | Pont     | Eredmény      | Pont          | Idő     | Pont   | Pont        | Helyezés    |
| -------------------- | ----------- | ----- | ----- | ---------- | ---------- | --------- | --------- | ---------- | ---------- | ----- | ----- | --------- | --------- | ------------- | ------------- | -------- | -------- | ------------- | ------------- | ------- | ------ | ----------- | ----------- |
| Ibrahim Al-Matrooshi | Tízpróba    | 11,63 | 725   | 637 cm     | 668        | 8,62 m    | 403       | 191 cm     | 723        | 51,40 | 751   | 15,98     | 735       | 24,58 m       | 359           | 410 cm   | 645      | 46,06 m       | 531           | 4:55,76 | 584    | 6124        | 27.         |

## Kerékpározás

### Országúti kerékpározás
Férfi
| Versenyző                                                    | Versenyszám     | Idő             | Helyezés      |
| ------------------------------------------------------------ | --------------- | --------------- | ------------- |
| Ali Al-Abed                                                  | Mezőnyverseny   | nem ért célba   | nem ért célba |
| Khalifa Bin Omair                                            | Mezőnyverseny   | nem ért célba   | nem ért célba |
| Mansoor Bu Osaiba                                            | Mezőnyverseny   | nem ért célba   | nem ért célba |
| Ali Al-Abed Khalifa Bin Omair Mansoor Bu Osaiba Khamis Harib | Csapat időfutam | 2:27:41(+26:02) | 23.           |

## Úszás
Férfi
| Versenyző                                                      | Versenyszám            | Előfutam | Előfutam | Előfutam | Döntő   | Döntő   | Döntő   | Helyezés |
| Versenyző                                                      | Versenyszám            | Idő      | Hely.    | Össz.    | Típus   | Idő     | Hely.   | Helyezés |
| -------------------------------------------------------------- | ---------------------- | -------- | -------- | -------- | ------- | ------- | ------- | -------- |
| Mohamed Bin Abid                                               | 50 m gyors             | 25,79    | 3.       | 62.      | kiesett | kiesett | kiesett | kiesett  |
| Mohamed Bin Abid                                               | 100 m mell             | 1:15,12  | 4.       | 57.      | kiesett | kiesett | kiesett | kiesett  |
| Mohamed Bin Abid                                               | 200 m vegyes           | 2:22,95  | 3.       | 49.      | kiesett | kiesett | kiesett | kiesett  |
| Mohamed Bin Abid                                               | 100 m gyors            | 56,82    | 6.       | 70.      | kiesett | kiesett | kiesett | kiesett  |
| Ahmad Faraj                                                    | 100 m gyors            | 56,05    | 4.       | 66.      | kiesett | kiesett | kiesett | kiesett  |
| Ahmad Faraj                                                    | 50 m gyors             | 25,91    | 7.       | 64.      | kiesett | kiesett | kiesett | kiesett  |
| Ahmad Faraj                                                    | 200 m gyors            | 2:07,61  | 5.       | 53.      | kiesett | kiesett | kiesett | kiesett  |
| Abdullah Sultan                                                | 100 m hát              | 1:08,22  | 5.       | 52.      | kiesett | kiesett | kiesett | kiesett  |
| Abdullah Sultan                                                | 200 m hát              | kizárták | kizárták | kizárták | kiesett | kiesett | kiesett | kiesett  |
| Obaid Al-Rumaithi                                              | 100 m mell             | 1:12,77  | 2.       | 52.      | kiesett | kiesett | kiesett | kiesett  |
| Obaid Al-Rumaithi                                              | 200 m mell             | 2:44,61  | 5.       | 51.      | kiesett | kiesett | kiesett | kiesett  |
| Mohamed Khamis                                                 | 100 m pillangó         | 1:01,72  | 6.       | 66.      | kiesett | kiesett | kiesett | kiesett  |
| Mohamed Khamis                                                 | 200 m pillangó         | 2:29,73  | 5.       | 46.      | kiesett | kiesett | kiesett | kiesett  |
| Ahmad Faraj Obaid Al-Rumaithi Abdullah Sultan Mohamed Bin Abid | 4 × 100 m gyorsváltó   | 3:51,60  | 7.       | 18.      | kiesett | kiesett | kiesett | kiesett  |
| Mohamed Bin Abid Obaid Al-Rumaithi Abdullah Sultan Ahmad Faraj | 4 × 200 m gyorsváltó   | 8:39,72  | 6.       | 18.      | kiesett | kiesett | kiesett | kiesett  |
| Mohamed Bin Abid Obaid Al-Rumaithi Mohamed Khamis Ahmad Faraj  | 4 × 100 m vegyes váltó | 4:21,03  | 8.       | 23.      | kiesett | kiesett | kiesett | kiesett  |